# Tann (Rhön)
Tann (Rhön) – miasto w Niemczech, w kraju związkowym Hesja, w rejencji Kassel, w powiecie Fulda. Leży około 27 km na północny wschód od Fuldy, w górach Rhön.

## Współpraca
Miejscowość partnerska:
- Kaltennordheim, Turyngia